# Juncus lemieuxii
Juncus lemieuxii là một loài thực vật có hoa trong họ Juncaceae. Loài này được B.Boivin mô tả khoa học đầu tiên năm 1967.